# Ove Pettersson (handbollsspelare)
Ove Pettersson var en svensk handbollsmålvakt som spelade i landslaget och för Ystad IF.

## Klubbkarriär
Ove Pettersson spelade hela sin elitkarriär för Ystad IF minst  under åren 1944 till 1962 spelade han för Ystad IF troligen längre. 1944 spelade han i Ystad IF blott 16 år gammal. Enligt Nordisk Famileboks sportlexikon: Uppslagsordet Ystad om Ystad IF : I handboll har klubben 1940—41 och sedan 1943 spelat i div. I (tvåa 1946). Mest kända spelare äro Ove Pettersson, Juve(Nilsson) Hörjel, H. Björkstrand och J. Ekberg. Han gjorde debut i allsvenskan ung 1944.  1960 års serieseger speglas av en bild från 1960 som visar Ove Persson på en lagbild efter seriesegern i division III 1960.Ystad IF vann sedan också kvalet till division II Södra 1960 med Pettersson hjälp Troligen fortsatte han att spela till 1962.

## Landslagskarriär
Ove Pettersson debuterade i landslaget den 6 januari 1946 mot Danmark. Han spelade sedan 15 landskamper fram till den 12 december 1954 då han avslutade karriären i en landskamp mot Finland som Sverige förlorade med 17-21.   Trots bara 15 landskamper är Ove Pettersson stor grabb. 15 matcher var gränsen för att bli stor grabb. Ove Pettersson var innemålvakt och spelade aldrig i landslaget i utomhushandboll.